# Cueva de Bacho Kiro
La cueva de Bacho Kiro (en búlgaro: пещера Бачо Киро) es un yacimiento arqueológico en un conjunto de galerías y pasillos subterráneos descubiertos en 1890, visitados por los turistas desde 1938, con iluminación interior a partir de 1964. Está situada a 5 km al occidente de la ciudad de Drianovo, Bulgaria, y a sólo 300 m del monasterio de Drianovo. En el sitio se realizaron excavaciones a partir de 1970, que permitieron desde 1982 hallar los restos de Homo sapiens más antiguos del Paleolítico Superior recuperados en Europa.

## Características de la cueva
La cueva es un laberinto de cuatro pisos de galerías y pasillos con una longitud total de 3.600 m, de los cuales 700 m se mantienen para el acceso público y están equipados con luces eléctricas. Un río subterráneo ha labrado las numerosas galerías que contienen innumerables formaciones de espeleotema, como estalactitas y estalagmitas de gran belleza. La sucesión de las formaciones se llaman: Trono de Bacho Kiro, Los Enanos, La Princesa durmiente, El Salón del trono, El Salón de recepciones, El Lugar de encuentro Haidouti, La Fuente y el Altar de sacrificios.

## Yacimiento arqueológico
Se recuperaron restos óseos de cinco especímenes humanos. Consisten en un molar inferior hallado en la parte superior de la capa J y cuatro fragmentos de hueso, asociados con un conjunto de artefactos, fechados directamente por radiocarbono entre 45.930 y 42.580 años antes del presente; un fragmento de hueso encontrado en la capa B y otro que fue hallado en las excavaciones en la década de 1970 en una posición correspondiente a la interfaz de las Capas B y C. Los dos últimos fragmentos de hueso se fecharon directamente en 36.320 a 35.600 y 35,290–34,610 años, respectivamente.
Se ha discutido si estos primeros humanos eran de hecho H. sapiens o neandertales, hasta que el análisis morfológico del diente y la identificación del ADN mitocondrial de éste y de fragmentos óseos estableció que los restos eran de H. sapiens. El análisis genético permitió identificar los haplogrupos de ADN mitocondrial humano de cinco muestras: el molar y uno de los fragmentos más antiguos se identificaron con el  haplogrupo M, en dos fragmentos se determinó el N, en una muestra se identificó el Haplogrupo R (ADNmt) y en otra el U8. En cuanto a los haplogrupos del cromosoma Y humano, el molar lleva un linaje basal del haplogrupo F, mientras que dos fragmentos llevan el C1, raros en los humanos actuales y se han encontrado en bajas frecuencias en habitantes del sudeste asiático continental y Japón.
Además, la secuenciación del genoma permitió establecer que el individuo al que perteneció el molar tenía antepasados neandertales menos de seis generaciones atrás en su historia familiar, y otros dos individuos siete generaciones antes, lo que confirma que los primeros humanos modernos europeos se mezclaron con los neandertales.